# Lechytia maxima
Lechytia maxima är en spindeldjursart som beskrevs av Beier 1955. Lechytia maxima ingår i släktet Lechytia och familjen Lechytiidae. Inga underarter finns listade i Catalogue of Life.